# CPI da JBS
A CPI Mista da JBS mais conhecida por CPI da JBS ou CPMI da JBS é uma Comissão Parlamentar de Inquérito Mista criada em 5 de setembro de 2017, que visa apurar as supostas irregularidades praticadas pelo grupo J&F, que controla o frigorífico JBS, junto a empréstimos do Banco Nacional de Desenvolvimento Econômico e Social (BNDES), ocorridos entre os anos de 2007 a 2016, e o termo de colaboração do grupo com o Ministério Público Federal.

## Relatoria
Em 12 de setembro de 2017, o deputado Carlos Marun (PMDB-MS) foi escolhido hoje para ser o relator da Comissão Parlamentar Mista de Inquérito (CPMI) criada para investigar irregularidades envolvendo o grupo JBS e a holding J&F em operações com o BNDES, e 
Para a vice presidência da CPI Mista, foi eleito Ronaldo Caiado (DEM-GO).

### Reações
A escolha de Marun para relatoria motivou a reação de outros parlamentares. O senador Ricardo Ferraço pediu afastamento da comissão justificando que não quer participar do que considera como “revanchismo e troca-troca”.
O relator Marun ainda é acusado por improbidade administrativa acusado de desviar 16,6 milhões de reais. Marun que avisou à CPI sobre o processo, nega as acusações.

## Convocações
Em 21 de setembro de 2017, a CPI aprovou a convocação do ex-procurador-geral da República Rodrigo Janot, do ex-procurador Marcelo Miller e do procurador da República Ângelo Goulart Villela.
A CPI também aprovou a convocação dos irmãos Joesley e Wesley Batista, controladores do grupo J&F, dono da JBS, e dos executivos Ricardo Saud, Valdir Aparecido Boni, Francisco Assis e Silva, Florisvaldo Caetano de Oliveira, Fábio Chilo e Demilton Antônio de Castro, o ex-presidente do BNDES Luciano Coutinho e o advogado da JBS Willer Tomaz de Souza.

## Apoio
Um dos apoiadores da CPI, o relator Carlos Marun, disse que "Essa CPI não é minha, não é sua, não é do deputado João Gualberto, do senador Ronaldo Caiado. Ela não surgiu do nada. Há alguns meses o Brasil acordou surpreso pelas informações de que Joesley informava ao país que contribuições eleitorais foram propinas". Marun ainda disse que "mesmo réu confesso, talvez um dos maiores delinquentes da história brasileira, havia recebido perdão eterno". O relator disse que a CPI "autoriza sim investigar sim investigar as circunstâncias desse acordo".

## Críticas
A CPI mista da JBS tem cerca de um terço de seus atuais integrantes financiados pela JBS. Ao todo, foram cerca de 4 milhões de reais doados para as campanhas que elegeram 15 parlamentares dos 49 que fazem parte do colegiado. A escolha do relator fez com que Ricardo Ferraço e Otto Alencar se retirassem do colegiado. Para o deputado Ivan Valente, do PSOL, o número de parlamentares financiados pela JBS compromete os trabalhos da comissão. Segundo Valente,"“Membros sérios da CPI deveriam pedir a suspeição de quem está diretamente ligado a recebimentos pela JBS".
O Senador Randolfe Rodrigues alegou que a Comissão Parlamentar Mista de Inquérito criada para investigar o frigorífico JBS tem como objetivo o "emparedar" a independência do Poder Judiciário e do Ministério Público. Randolfe ingressou com mandado de segurança no Supremo Tribunal Federal pedindo a suspensão dos trabalhos da CPI. O relator da ação é o ministro Dias Toffoli. Segundo Randolfe "essa CPMI tem uma aliança inusitada: estão juntos do mesmo lado Marun, o PMDB de Temer, e o PT. O que os une? Retaliar quem quer investigá-los. Marun e PT estão tão íntimos, entrelaçados, que não é mais nem namoro, mas um casamento”, criticou o parlamentar amapaense, para quem o objetivo da CPMI jamais foi investigar malfeitos da JBS, mas “retaliar o Ministério Público Federal”.
Segundo a Revista Época, o PMDB e o PT se aliaram na CPI em ataques ao Ministério Público e à delatores. Ainda de acordo com a revista, essa improvável harmonia entre PT e PMDB, aliados no governo Dilma e  inimigos em razão do impeachment há apenas um ano, mostra a dinâmica acelerada da política empurrada pela Operação Lava Jato. Fundamenta-se na repisada técnica de muitas CPIs, na qual parlamentares – ainda que de campos opostos – se unem para blindar aliados e constranger inimigos. Todos os requerimentos para convocação do ex-presidente Lula foram engavetados.
Outra crítica à CPI é que, segundo o jornal Folha de S.Paulo, aliados do governo Michel Temer usam da comissão para instalada no Congresso para criar um ambiente político que possibilite a absolvição de investigados e o desencorajamento de futuras delações premiadas.
Segundo o site O Antagonista, o Palácio do Planalto, aparelhou a CPI para emparedar Rodrigo Janot e o ministro do STF Edson Fachin. Ainda de acordo com O Antagonista, é a primeira CPI a investigar investigadores.
Outro crítico, o deputado federal João Gualberto (PSDB) disse acreditar que a comissão terminará em "pizza", assim como aconteceu com a CPI da Petrobras. "Essa CPI é apenas para constranger o Ministério Público. Mas eu não vou fazer como Otto, estou aqui para denunciar isso. Quem tem que ser chamado para falar são os executivos e os políticos. Essas pessoas que têm que ser convidadas. Só depois tem que convidar o Ministério Público, a Polícia Federal, depois que pedir a documentação toda, de a gente estudar tudo. Vai ser pior que a CPI da Petrobras. Tomara que eu esteja errado e tenha que pedir desculpas para o senhor".
Nos bastidores, a CPMI é vista como uma oportunidade para os aliados de Michel Temer desqualificarem os acordos de delação fechados pelo Ministério Público.